# Веть (Могилёвская область)
Веть (бел. Вець) — деревня в составе Обидовичского сельсовета Быховского района Могилёвской области Республики Беларусь.

## История
Известна с XVII века. В 1635 году село в составе имения Новый Быхов, шляхетское владение. В 1758 году 11 дворов, 35 жителей мужского пола, корчма, мельница.
После 1-го раздела Речи Посполитой (1772 год) в составе Российской империи. В 1777 году графиня Александра Огинская была заставным (закладным) владельцем деревни Веть (77 христиан и 8 иудеев мужского пола), которая принадлежала князю Александру Казимировичу Сапеге. В 1780 году 62 двора, 384 жителя, в Быховском уезде, Могилевской губернии.
В 1780 году 21 двор, 179 жителей, в Быховском уезде; имелся питейный дом.
С 1860 года работал кирпичный завод. В 1897 году 102 двора, 708 жителей, в Новобыховской болости Быховского уезда Могилевской губернии. Находились школа грамоты, хлебозапасный магазин, ветряная мельница. В начале XX века 94 двора, 786 жителей, винный магазин.
В 1920 году 127 дворов, 707 жителей, 456 десятин земли, ветряная мельница, крупорушка, 2 мастерских по ремонту с/х инвентаря; создана 4-х летняя школа (в 1928 году 63 ученика).
В ходе программы коллективизации сельского хозяйства организован колхоз «Победа», который в 1932 году объединял 13 хозяйств, имел 116 га пахотной земли, 2 ветряные мельницы, крупорушку. В 1940 году 145 дворов, 555 жителей.
Во время Второй мировой войны под немецкой оккупацией с июля 1941 года до ноября 1943 года.
В 1982 году 155 хозяйств, 331 житель, в составе колхоза «XVIII партсъезд».
В конце XX века работали начальная школа, сельский клуб, магазин.

## Население
- 1758 год — 35 жителей мужского пола;
- 1777 год — 77 христиан и 8 иудеев мужского пола;
- 1780 год — 179 человек;
- 1897 год — 708 человек;
- 1909 год — 786 человек;
- 1920 год — 707 человек;
- 1940 год — 555 человек;
- 1982 год — 331 человек;
- 2010 год — 164 человека;
- 2019 год — 119 человек[4].